# Bodhrán

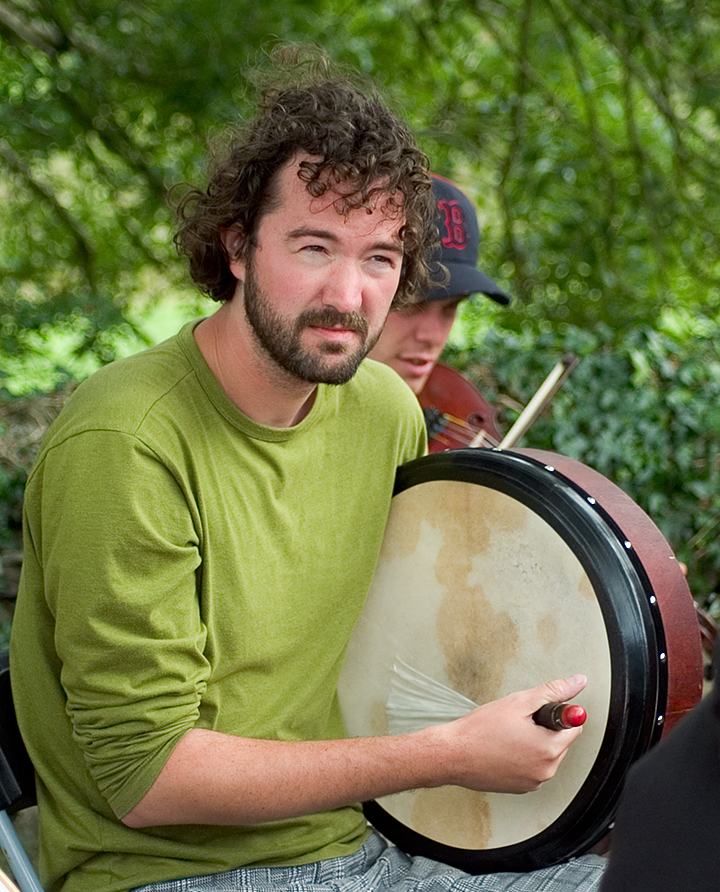
Hráč na bodhrán

Bodhrán (vyslov bórán) je tradiční irský rámový buben. Má v průměru 30–60 cm, je vysoký kolem 8–20 cm, potažený z jedné strany kozlí kůží. Bodhrán se drží v levé ruce, která zároveň může napínat kůži a ovlivňovat tak zvuk. Hraje se na něj paličkou, která může být oboustranná. Při hře na bodhrán se levou rukou tvoří melodie napínáním kůže a může tedy zahrát i celé skladby.